# Pierre de Bar
Ne doit pas être confondu avec Pierre de Bar (cardinal).
Pierre de Bar (c.1340 - 1380), seigneur de Pierrefort, est un chef de guerre, actif en Lorraine entre 1360 et 1380 à l'époque de la guerre de Cent ans.

## Biographie
Fils de Henri de Bar (1318-1380), un capitaine du roi de France, et d'Isabelle de Vergy, Pierre de Bar naît vers 1340 ou 1344. En Lorraine, sa famille possède les forteresses de Pierrefort, Bouconville, Nonsard, Sommedieue, L'Avant-garde et Mandres. Sur les traces de son père, il se joint très jeune à des mercenaires lorrains, au service du roi de France. Il participe ainsi au siège de Melun. En 1365, Pierre de Bar combat avec les « routiers » d’Arnaud de Cervole, dit « l’Archiprêtre », ravageant le Pays messin et les biens de la cité messine. En retour, les Messins capturent le duc de Bar, à Ligny-en-Barrois.
En 1369, Pierre de Bar est attaqué par le duc Jean Ier de Lorraine à Belleville, puis sur ses propres terres, au château de Pierrefort. Avec l'appui de son père, il oblige les Messins et les Lorrains à lever le siège. Pierre de Bar reçoit la garde du château de Condé-sur-Moselle. En 1371, il s'allie au seigneur des Armoises, et surtout au duc de Lorraine, en guerre contre la cité messine. Ils menacent Metz, qu'ils assiègent en 1371. Les ravages se poursuivent les années suivantes, avec les mercenaires bretons de Jean et Hervé de Malestroit. Une première trêve est signée en 1373, puis le 29 décembre 1375, avec les paraiges de Metz. En échange de sa protection sur la ville, il reçoit de la cité messine une rente annuelle. En février 1376, Pierre est même autorisé à séjourner dans la ville, avec trente hommes d’armes.
Pierre de Bar se tourne alors vers les possessions de l’Évêché de Verdun, occupant Charny avec ses mercenaires. Avec ses hommes, il ravage les terres d'alentour, en particulier celles des abbayes de Gorze et de Toul, en théorie sous la protection du duc de Lorraine. Il est rapidement excommunié par l’évêque de Verdun. En 1380, il reçoit malgré tout l'appui de l’évêque de Metz Bayer de Boppard et du seigneur de Blâmont. Assiégé dans son fief de Charny, il réussit à s'échapper et se réfugie dans sa forteresse familiale de Bouconville. Assiégé par le duc de Lorraine, Pierre de Bar trouve la mort le 20 octobre 1380, lors d'une sortie un peu trop téméraire.
Excommunié, il ne fut pas inhumé chrétiennement et ses châteaux et maisons fortes, situés en Lorraine, furent saisis par le duc de Bar. Il n’eut pas de descendance.